# Vianini Lavori
Vianini Lavori S.p.A. è una società del gruppo Caltagirone che opera dal 1890 nei settori più avanzati dell'ingegneria civile e nell'industria dei manufatti in cemento. La Vianini Lavori annovera tra i principali clienti anche la Enel e FS.
Dal 1986 al 2015 le azioni della Vianini Lavori sono state quotate alla Borsa valori di Milano.
Vianini Lavori S.p.A. ha fondato il Consorzio Eteria, polo delle costruzioni con Itinera del Gruppo Gavio e Icop.

## Partecipazioni
Vianini Lavori S.p.A. controlla:
- Vianini Ingegneria S.p.A. - 74.99%; il 25% è controllato da Capitolium Spa, società controllata al 99.9% da Caltagirone Spa
- Consorzio IRICAV UNO - 16%
- Eurostazioni S.p.A. (32,71%) che controlla il 40% di Grandi Stazioni S.p.A.
- SI.ME. S.r.l. - 66.44% che controlla il 18,12% di Metropolitana di Napoli Spa
- Acqua Campania Spa - 23,71%
- Consorzio Vianini Porto Torre - 75%
- Tor Vergata S.c.a.r.l. - 25,38%
- SO.FI.COS. S.r.l. - 99.99%
- Vianini Thai Ltd (Bangkok) - 99.2%; il rimanente 0.8% è controllato da un'altra società del gruppo: Viafin S.r.l.
- Viafin S.r.l. - 99% che controlla:
  - Buccimazza Industrial Works Corp. Ltd (Liberia) - 99.98%; il rimanente 0.02 è controllato direttamente da Vianini Lavori Spa
  - Lav 2004 S.r.l. - 99.99% che controlla il 25.48% di Cementir Spa
  - Vianini Thai Ltd (Bangkok) - 0.8%
- Edigolfo Spa - 10.10%; il restante 89.9 è controllato da Caltagirone Spa (81.8%) e Vianini Spa (8.1%). Questa società controlla il 35% di Caltagirone Editore Spa

Fonte: bilancio consolidato gruppo Caltagirone 2006

## Azionariato
Vianini Lavori S.p.A. è posseduta interamente dalla Caltagirone S.p.A..

## Governance
Presidente:  	Alessandro Caltagirone
Vice Presidente:Mario Delfini
Amministratore Delegato: Vincenzo Onorato
Consiglieri: 	
- Tatiana Caltagirone
- Carlo Carlevaris
- Albino Majore
- Arnaldo Santiccioli
- Massimiliano Capece Minutolo
- Annalisa Mariani

Direttore Generale: 	Maurizio Urso